# August Bogochwalski

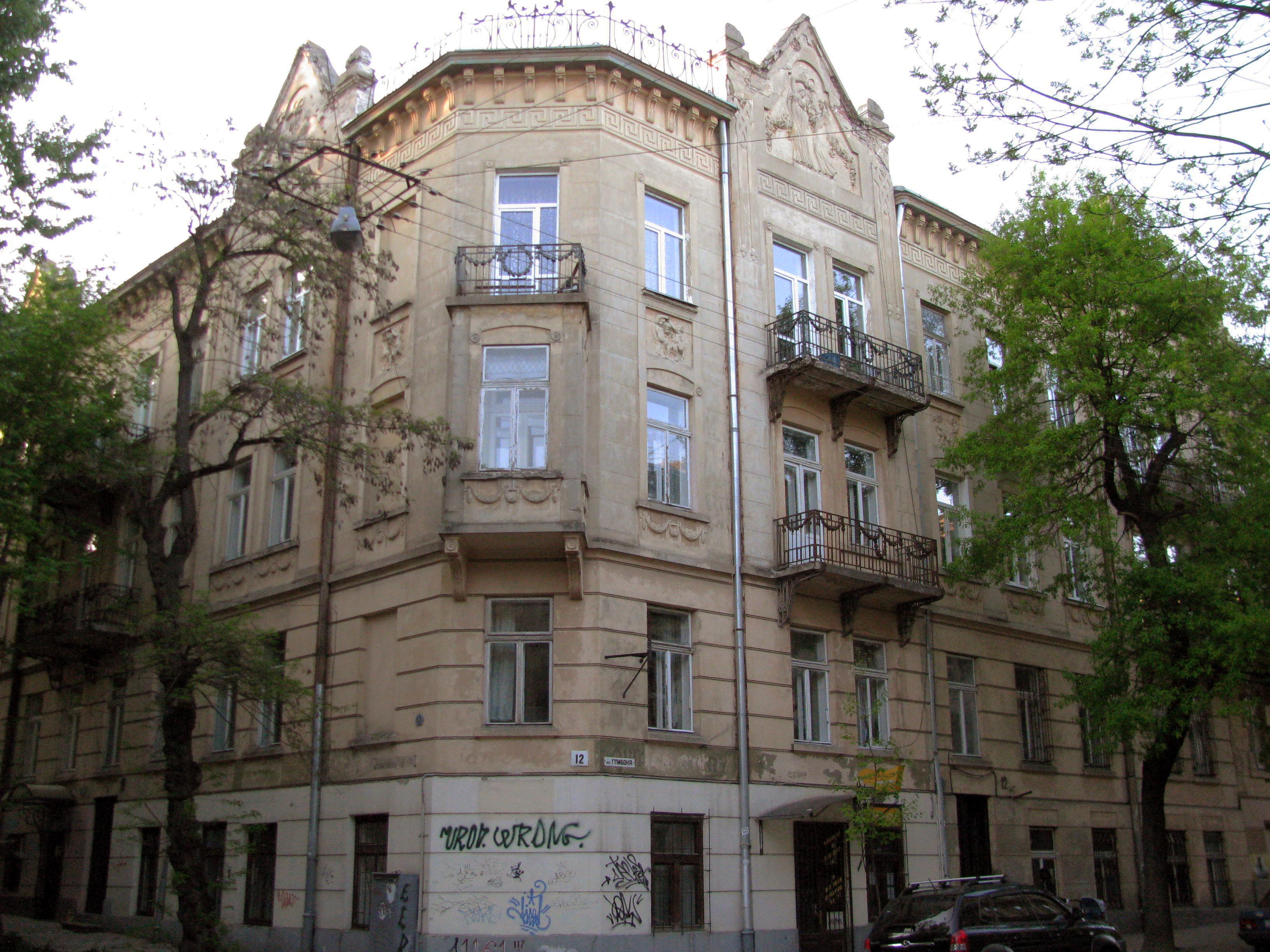
Kamienica przy ulicy Głębokiej 12, Lwów

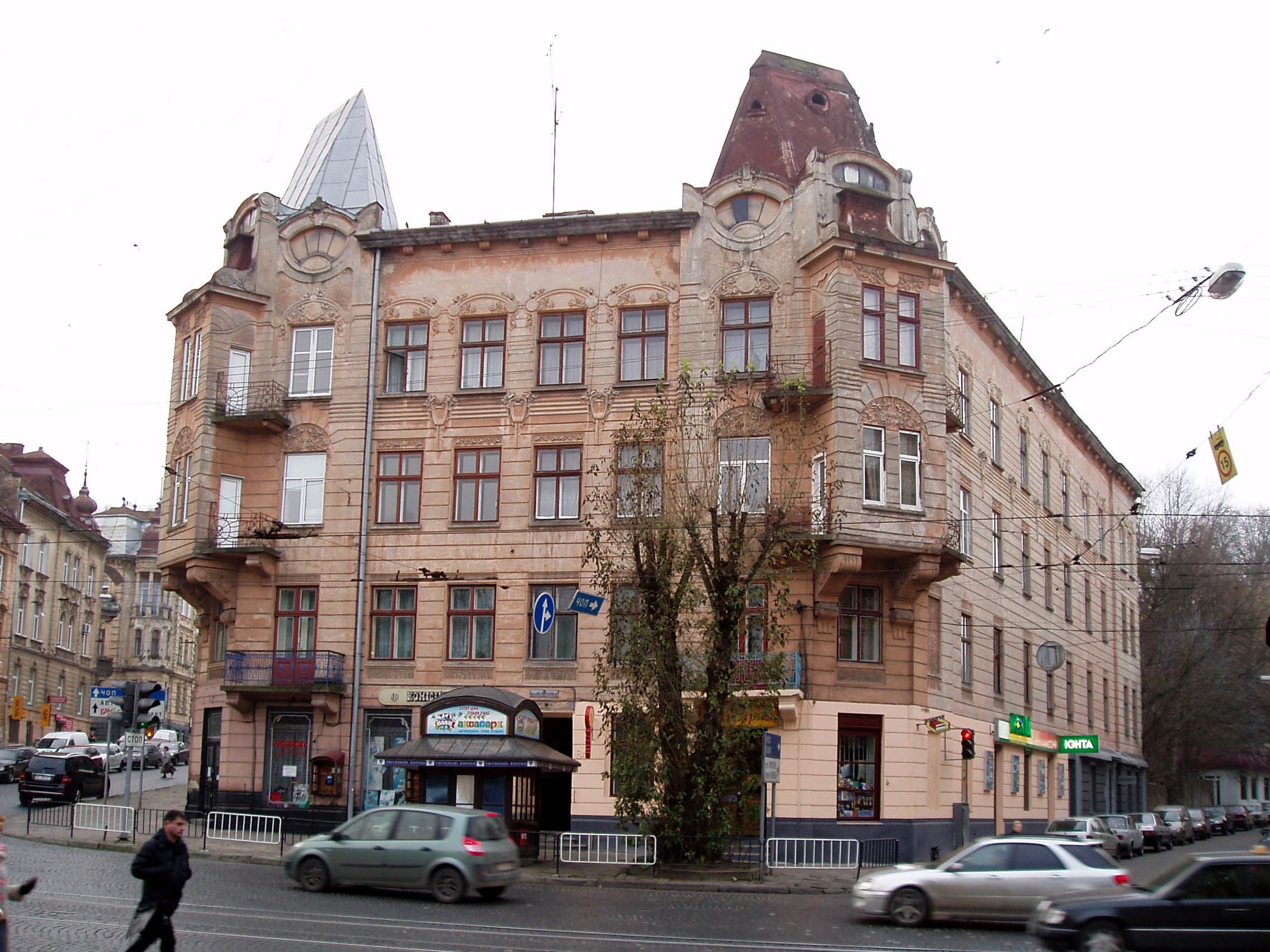
Kamienica przy obecnej ulicy Iwana Franki 84, Lwów

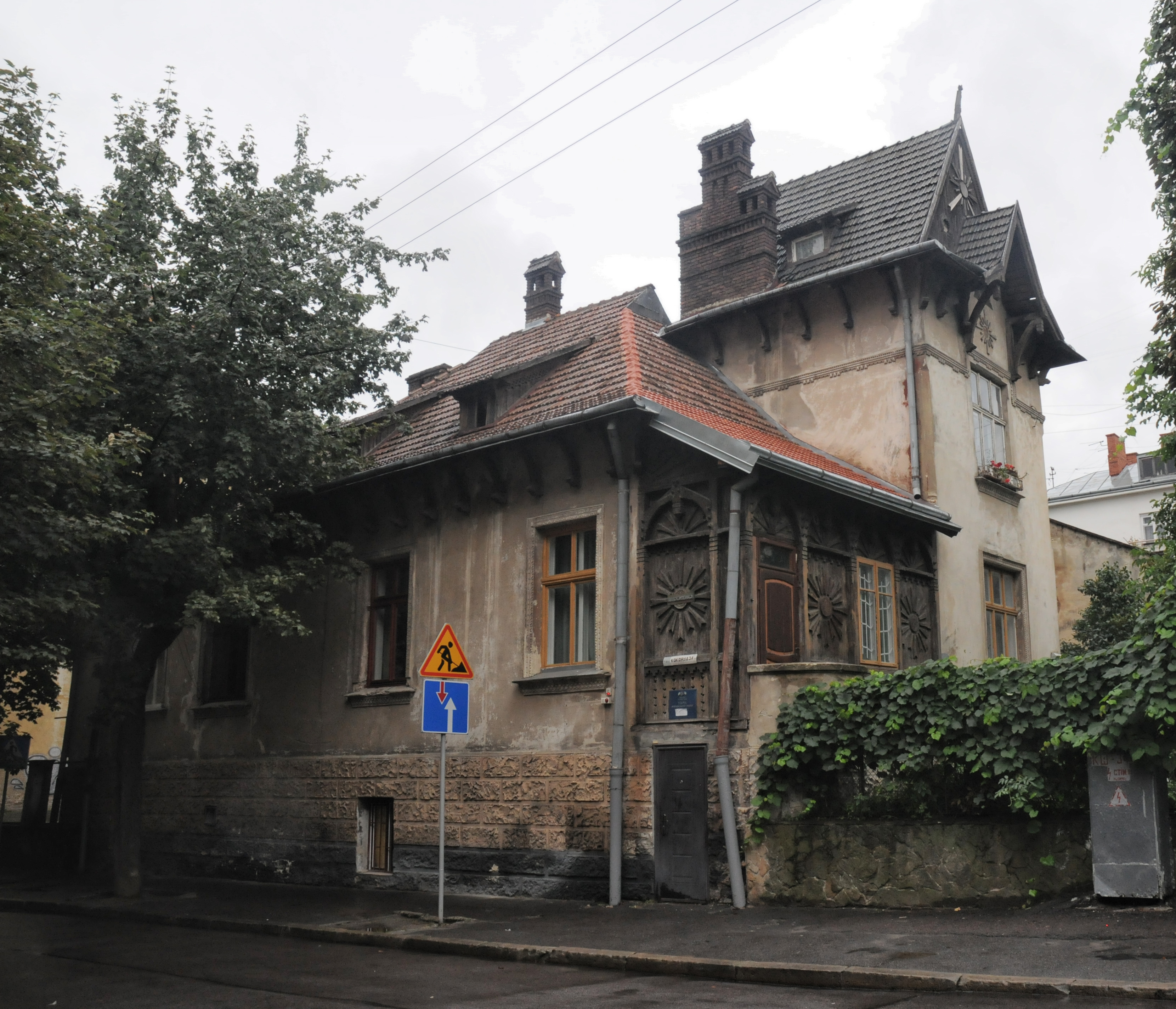
Willa przy ulicy Szymonowiczów (obecnie ul. Andrija Melnyka 7), Lwów

August Bogochwalski (ur. 1864, zm. 1 października 1909 we Lwowie) – polski architekt związany ze Lwowem.
We Lwowie pracował od 1890, pięć lat później otrzymał uprawnienia architekta, a następnie założył własne przedsiębiorstwo budowlane. Swoim projektom nadawał cechy historyzmu i modernizmu, stosował również elementy związane z kulturą ludową. 

## Dorobek architektoniczny
- Rozbudowa budynku przy ulicy Łyczakowskiej 54 we Lwowie na potrzeby pracowni kamieniarskiej rzeźbiarza Tadeusza Sokulskiego /1895/;
- Budowa budynku seminarium żeńskiego przy ulicy Sakramentek we Lwowie (obecnie ul. Mychajła Tugan-Baranowskiego), realizacja projektu Grzegorza Perzańskiego wspólnie z Józefem Masłowskim;
- Hotel "Austria" przy ulicy Stefana Batorego we Lwowie (obecnie ul. Kniazia Romana 12-14) /1900-1901/, zbudowany w stylu neobarokowym z elementami secesji;
- Dobudowa atelier fotografa Dawida Mazura przy ulicy marsz. Józefa Piłsudskiego we Lwowie (obecnie ul. Iwana Franki 3) /1904/;
- Willa dyrektora teatru Ludwika Hellera z motywami zdobnictwa karpackiego przy ulicy Szymonowiczów we Lwowie (obecnie ul. Andrija Melnyka 7) /1905/;
- Kamienice przy ulicy Mączyńskiego/Murarskiej we Lwowie (obecnie ul. Serhija Jefremowa 27, 29, 31, 33) /1906-1909/;
- Kamienica Ferdynanda Borkowskiego przy ulicy Gliniańskiej/Tadeusza Hołówki we Lwowie (obecnie ul. Dymitra Doncowa 16) /1907/;
- Kamienica Jakuba Barucha Zylbersztajna przy ulicy Zyblikiewicza 52 we Lwowie (obecnie ul. Iwana Franki 84) /1905-1907/;
- Kamienice przy ulicy Bonifratrów we Lwowie (obecnie ul. Michaiła Krawczuka 10-14) /1906-1907/;
- Secesyjna kamienica przy ulicy Jabłońskich we Lwowie (obecnie ul. Szota Rustawelego 32) /1909/;
- Gmach szkoły im. Tadeusza Kościuszki we Lwowie przy ulicy Zamkniętej 9 /1909/;
- Kamienica Edwarda Hilmayera we Lwowie przy ulicy Zielonej 46, realizacja wspólnie z Zygmuntem Fedorskim. Rzeźby na elewacji autorstwa Franciszka Tomasza Bernata /1908-1909/;
- Kamienice Józefa Keninga i Anny Szureger we Lwowie przy ulicy Głębokiej 4-6-8-10-12 (Leona Pinińskiego), współautorzy Władysław Hertmann, Jakub Rysiak /1910/.

## Niezrealizowane projekty
- Projekt kościoła parafialnego w Tarnopolu;
- Projekt pomnika Jana III Sobieskiego w Tarnopolu /1900/;
- Projekt nowej synagogi postępowej we Lwowie /1905/;
- Konkursowy projekt domu towarowego Bromilskich we Lwowie przy Alejach Akademickich 6 /1909/.